# Cheilolejeunea
Cheilolejeunea är ett släkte av bladmossor. Cheilolejeunea ingår i familjen Lejeuneaceae.
Kladogram enligt Catalogue of Life:
| Cheilolejeunea | \| \| Cheilolejeunea aneogyna \| \| \| \| \| \| Cheilolejeunea beyrichii \| \| \| \| \| \| Cheilolejeunea compacta \| \| \| \| \| \| Cheilolejeunea lacerata \| \| \| \| \| \| Cheilolejeunea neblinensis \| \| \| \| |
|                | \| \| Cheilolejeunea aneogyna \| \| \| \| \| \| Cheilolejeunea beyrichii \| \| \| \| \| \| Cheilolejeunea compacta \| \| \| \| \| \| Cheilolejeunea lacerata \| \| \| \| \| \| Cheilolejeunea neblinensis \| \| \| \| |
|                | Cheilolejeunea aneogyna |
|                | |
|                | Cheilolejeunea beyrichii |
|                | |
|                | Cheilolejeunea compacta |
|                | |
|                | Cheilolejeunea lacerata |
|                | |
|                | Cheilolejeunea neblinensis |
|                | |